# Ніколас Гаас
Ніколас Гаас (нім. Nicolas Haas, нар. 23 січня 1996, Зурзе) — швейцарський футболіст, півзахисник італійського клубу «Емполі». На умовах оренди грає за «Люцерн».
Виступав за молодіжну збірну Швейцарії.

## Клубна кар'єра
Народився 23 січня 1996 року в місті Зурзе. Вихованець юнацьких команд місцевого «Зурзе» та «Люцерна».
У дорослому футболі дебютував 2014 року виступами за головну команду «Люцерна», в якій провів три сезони, взявши участь у 55 матчах чемпіонату. 
Влітку 2017 року на правах вільного агента уклав чотирирічний контракт з італійською «Аталантою». По ходу сезону 2017/18 виходив на поле в 11 іграх різних турнірів, після чого для здобуття ігрової практики був відданий до друголігового «Палермо». Сезон 2019/20 також на умовах оренди грав за «Фрозіноне», іншого представника Серії B.
Влітку 2020 року на правах оренди з обов'язковим подальшим викупом став гравцем «Емполі». У першому ж сезоні у новій команді допоміг їй пробитися до найвищого італійського дивізіону, після чого клуб викупив його контракт.

## Виступи за збірні
2011 року дебютував у складі юнацької збірної Швейцарії (U-15), загалом на юнацькому рівні за команди різних вікових категорій взяв участь у 21 іграх, відзначившись одним забитим голом.
Протягом 2016–2017 років залучався до складу молодіжної збірної Швейцарії. На молодіжному рівні зіграв у семи офіційних матчах, забив один гол.

## Статистика виступів

### Статистика клубних виступів
Станом на 20 травня 2022
| Сезон              | Команда            | Чемпіонат          | Чемпіонат | Чемпіонат | Національний кубок | Національний кубок | Національний кубок | Континентальні кубки | Континентальні кубки | Континентальні кубки | Інші змагання | Інші змагання | Інші змагання | Усього | Усього |
| Сезон              | Команда            | Ліга               | Ігор      | Голів     | Ліга               | Ігор               | Голів              | Ліга                 | Ігор                 | Голів                | Ліга          | Ігор          | Голів         | Ігор   | Голів  |
| ------------------ | ------------------ | ------------------ | --------- | --------- | ------------------ | ------------------ | ------------------ | -------------------- | -------------------- | -------------------- | ------------- | ------------- | ------------- | ------ | ------ |
| 2014–15            | «Люцерн»           | СЛ                 | 8         | 0         | КШ                 | 0                  | 0                  | -                    | -                    | -                    | -             | -             | -             | 8      | 0      |
| 2015–16            | «Люцерн»           | СЛ                 | 24        | 1         | КШ                 | 4                  | 0                  | -                    | -                    | -                    | -             | -             | -             | 28     | 1      |
| 2016–17            | «Люцерн»           | СЛ                 | 23        | 1         | КШ                 | 3                  | 0                  | ЛЄ                   | 2                    | 0                    | -             | -             | -             | 28     | 1      |
| Усього за «Люцерн» | Усього за «Люцерн» | Усього за «Люцерн» | 55        | 2         |                    | 7                  | 0                  |                      | 2                    | 0                    |               | -             | -             | 64     | 2      |
| 2017–18            | «Аталанта»         | A                  | 9         | 0         | КІ                 | 2                  | 0                  | ЛЄ                   | 0                    | 0                    | -             | -             | -             | 11     | 0      |
| 2018–19            | «Палермо»          | B                  | 32        | 1         | КІ                 | 1                  | 0                  | -                    | -                    | -                    | -             | -             | -             | 33     | 1      |
| 2019–20            | «Фрозіноне»        | B                  | 35+4      | 0         | КІ                 | 2                  | 0                  | -                    | -                    | -                    | -             | -             | -             | 41     | 0      |
| 2020–21            | «Емполі»           | B                  | 34        | 4         | КІ                 | 3                  | 0                  | -                    | -                    | -                    | -             | -             | -             | 37     | 4      |
| 2021–22            | «Емполі»           | A                  | 16        | 0         | КІ                 | 2                  | 1                  | -                    | -                    | -                    | -             | -             | -             | 18     | 1      |
| Усього за «Емполі» | Усього за «Емполі» | Усього за «Емполі» | 50        | 4         |                    | 5                  | 1                  |                      |                      |                      |               |               |               | 55     | 5      |
| Усього за кар'єру  | Усього за кар'єру  | Усього за кар'єру  | 181+4     | 7         |                    | 17                 | 1                  |                      | 2                    | 0                    |               | -             | -             | 204    | 8      |